# Summer Lochowicz
Summer Louise Lochowicz (* 30. März 1978 in Townsville, Queensland) ist eine ehemalige australische Beachvolleyballspielerin.

## Karriere
Summer Lochowicz spielte von 1997 bis 2008 international mit wechselnden Partnerinnen auf der FIVB World Tour. Auch die beiden australischen Olympiasiegerinnen von 2000, Kerri Pottharst und Natalie Cook, waren zeitweise ihre Partnerinnen. Mit Pottharst erreichte Lochowitz 2004 bei den Olympischen Spielen in Athen Platz neun. An der Seite von Cook nahm Lochowitz 2005 an der WM in Berlin teil, erreichte aber nur Platz 25.